# Лазаревич, Николай Иванович
Николай Иванович Лазаре́вич (1796—1862) — командир Тульского оружейного завода, генерал-майор.

## Биография
Николай Лазаревич родился в Черниговской губернии в семье полкового хорунжего, дворянин. Общее и военное образование получил во 2-м кадетском корпусе и, как записано в его формулярном списке, «закону божию, артиллерии, фортификации полевой, долговременной и регулярной, атаке и обороне крепостей, геометрии и стереометрии, плоской тригонометрии, практике, алгебре, ситуации, рисованию. Языкам: российскому, французскому и немецкому, истории и географии обучался».
- «В службу вступил из Унтер-Офицеров 2-го Кадетского Корпуса Прапорщиком 28 ноября 1812 года. От роду имел 16 лет» (данные формулярного списка). Был направлен в 10-ю резервную артиллерийскую бригаду[2]. По прибытии 1 января 1813 года в бригаду, расквартированную в Брянске он был зачислен в Брянский артиллерийский резерв, а в феврале того же года — по Нижегородскому артиллерийскому резерву, «в Брянске же находившемуся».
- 26 апреля 1813 года с партией рекрутов был направлен в город Вильно и прикомандирован к находившейся в этом городе 11-й артиллерийской бригаде (переименована в 25-ю артиллерийскую бригаду в 1814 году). С августа 1813-го по октябрь 1814 года в составе этой бригады осуществил поход в Герцогство Варшавское. А с мая по сентябрь 1815 года в Царство Польское. По возвращении в Россию в октябре 1815 года был назначен адъютантом командира бригады. Служил в различных батареях бригады вплоть до 1826 года, пока не был откомандирован с командой нижних чинов в образцовую конную батарею.
- В 1831 году был назначен командиром образцовой конной батареи.
- За отличие по службе переведен в Лейб-гвардии Лейб-гвардии Конную артиллерию в 1832 году с оставлением командиром образцовой конной батареи и тем же чином.

Здесь следует отметить, что при переводе офицеров русской императорской армии в гвардейские подразделения, им присваивался чин на одну ступень ниже уже имеющегося. Но, это не было ущемлением их прав и достоинств по службе. Офицеры гвардейских подразделений получали старшинство двух чинов против армейских и в дальнейшем они из капитанов производились сразу в полковники, миную чин подполковника. В качестве поощрения (награды) офицер, переводимый в гвардию мог не снижаться в чине и остаться в имеющемся. Что и было применено по отношению к капитану Н. И. Лазаревичу. Он не был понижен до штабс-капитана, а остался в прежнем чине капитана.
- Высочайшим приказом от 22 октября 1840 года полковник Н. И. Лазаревич был назначен командующим (исполняющим должность командира[4], не путать с командующим армией или войсками) Тульским оружейным заводом. В апреле 1843 года «за отличие по службе произведен в Генерал-Майоры, с утверждением Командиром Тульскаго Оружейнаго Завода и с оставлением по Полевой Конной Артиллерии». Командиром Тульского оружейного завода он пробыл до 1847 года и в указанном году вышел в отставку.
- Увы, блестящая карьера Н. И. Лазаревича завершилась крайне ужасно. Аудиторская проверка Тульского оружейного завода, начавшаяся в 1847 году выявила катастрофические недостатки в хозяйственной деятельности. Именно поэтому Н. И. Лазаревич был вынужден покинуть службу. Более того, эта проверка продолжалась в течение 11-ти следующих лет при новом начальнике завода генерал-майоре Г. Р. Самсоне и закончилась в 1858 году при генерал-майоре К. К. Стандершельде. Были выявлены нарушения в нецелевом использовании денежных средств; незаконное переоборудование заводских помещений для нужд, несовместимых с производственной деятельностью завода; использование казённого оборудования и материалов в личных целях; подделка отчётных документов и предоставление заведомо ложных сведений в них. Генерал-аудитор в заключительном докладе государю-императору в 1858 году прямо указал, что главным виновником этих деяний является генерал-майор Н. И. Лазаревич. В этом же докладе генерал-аудитор констатировал, что эти деяния влекут за собой лишение Н. И. Лазаревича чина генерал-майора и разжалование его в рядовые, лишение всех наград и лишение знака за беспорочную службу. Впрочем, в этом же докладе генерал-аудитор предлагал не подвергать Н. И. Лазаревича вышеуказанным наказаниям, учитывая его прежние заслуги и полное возмещение им всех денежных средств. Резолюция государя-императора была краткой — «быть по сему».

После увольнения Н. И. Лазаревич поселился в Тульской губернии в селе Ясная Поляна. Умер в 1862 году и был похоронен возле кладбищенской церкви села Прудное под Тулой.

## Семья
Жена — Екатерина Сергеевна (Игнатьева), дочь действительного статского советника. Девять детей: три сына и шесть дочерей.

## Награды
- «За отличие по службе» произведен в чин подпоручика, 1820 г.
- «За отличие по службе» произведен в чин капитана, 1830 г.
- Орден Святого Владимира 4-ст., 1832 г.
- «За отличие по службе» переведен в Лейб-гвардии Конную артиллерию тем же чином, 1832 г.
- Орден Святого Станислава 2-й ст., 1834 г.
- «Всемилостливейше пожаловано единовременно 3000 рублей», 1834 г.
- «Всемилостливейше пожаловано единовременно 2000 рублей», 1835 г.
- «Всемилостливейше пожаловано в вечное и потомственное владение 2000 десятин земли», 1838 г.
- Орден Святой Анны, 1843 г.
- «За отличие по службе» произведен в чин генерал-майора, 1843 г.
- Знак беспорочной службы за XXX лет
- Многочисленные Монаршие благоволения и Высочайшие благодарности

## Производство в чинах
- Прапорщик, 1812 г.
- Подпоручик, 1819 г.
- Поручик, 1820 г.
- Штабс-капитан, 1825 г.
- Капитан, 1830 г.
- Полковник, 1832 г.
- Генерал-майор, 1843 г.